# Ermete Realacci
Ermete Realacci (Sora, 1º maggio 1955) è un ambientalista e politico italiano, presidente onorario di Legambiente ed esponente del Partito Democratico.

## Biografia
Figlio di insegnanti, ha vissuto fino a undici anni a San Giovanni Incarico, poi a Formia dove ha partecipato, nei primi anni settanta, al Movimento di Animazione Cristiana (MAC), fondato da Salvatore Gentile. Dopo la maturità classica ha frequentato per qualche anno la facoltà di fisica della Sapienza a Roma e lavorato come pubblicista. Ha guidato fin dai primi anni Legambiente, di cui è stato presidente dal 1987 al 2003 e di cui è tuttora presidente onorario, facendone l'associazione ambientalista italiana più diffusa e radicata sul territorio e divenendo uno dei maggiori esponenti dell'ambientalismo italiano.
È stato presidente dell'AIES (Associazione Interparlamentare per il commercio Equo e Solidale) e tra i fondatori del Kyoto club, unione di varie istituzioni e imprese impegnate per la riduzione dei gas-serra. Con lo scopo di promuovere la soft-economy e di creare una rete di realtà che rappresentino la qualità italiana, ha fondato Symbola - la Fondazione per le qualità italiane, di cui è Presidente.
Dal 2017 è membro del comitato promotori di EyeOnBuy Community Impresa Sociale Srl.

### Carriera politica
Membro del comitato Rutelli, alle elezioni politiche del 2001 è stato eletto deputato dell'Ulivo nella circoscrizione XII (Toscana), collegio di Pisa. Nel 2006 è stato eletto in Toscana sempre come deputato dell'Ulivo. Ha fatto parte dell'esecutivo de La Margherita e ne è stato responsabile del Dipartimento qualità e territorio. Nella XV Legislatura ha ricoperto la carica di Presidente dell'VIII Commissione della Camera dei deputati, Ambiente, Territorio e Lavori Pubblici.
È stato Responsabile Comunicazione e quindi Ministro dell'Ambiente del Governo Ombra del PD nella Segreteria nazionale del PD di Walter Veltroni. Durante la Segreteria nazionale del PD di Dario Franceschini è stato Responsabile Ambiente del Partito Democratico. Molte le battaglie condotte in questi anni: dalla difesa dell'ambiente inteso come intreccio inimitabile di natura, cultura, coesione sociale, creatività e punto di forza di tutte le risorse italiane più preziose - il paesaggio, i beni culturali, il turismo di qualità, il made in Italy - alla difesa delle produzioni agroalimentari, alle iniziative dirette a liberare le città dall'inquinamento, dal traffico e dall'abusivismo edilizio, fino alla lotta alle ecomafie.
Sugli stessi temi il suo impegno in Parlamento: dalla valorizzazione dei piccoli comuni alla difesa del made in Italy, dal volontariato alla responsabilità sociale d'impresa; dalla lotta ai mutamenti climatici all'impegno per l'attuazione del Protocollo di Kyoto. Per dare voce e forza ai tanti talenti italiani, come risorsa del futuro per il nostro Paese, ha scritto insieme ad Antonio Cianciullo nel 2005 il libro “Soft Economy” e nel 2012 per Chiarelettere il libro “Green Italy – Perché ce la possiamo fare”.
Alle elezioni politiche del 2013 è stato rieletto alla Camera dei deputati per il PD nella circoscrizione Lombardia II ed è stato in seguito nominato Presidente della Commissione Ambiente.  Ecologista e Democratico, è vicino a Matteo Renzi. Dal 7 maggio 2013 al 22 marzo 2018 è nuovamente presidente della VIII Commissione permanente Ambiente, Territorio e Lavori Pubblici della Camera dei Deputati.
Il 20 settembre 2014 è presente a Roma in una manifestazione per parlare di ambiente invitato dal Grande Oriente d'Italia.
Il 15 ottobre 2014 Greenpeace, Legambiente e WWF lo criticano aspramente sulla questione del decreto Sblocca Italia in quanto presidente della commissione Ambiente e componente emerito di Legambiente.
Il 19 maggio 2015 ha brindato all’approvazione della legge a sua prima firma sugli ecoreati in piazza Navona insieme a Legambiente, Libera e molte altre associazioni.
Dopo la nomina di Paolo Gentiloni a Presidente del Consiglio dei Ministri è stato iscritto dalla stampa nazionale tra i “Gentiloniani”.
Nel gennaio 2018 non viene ricandidato dal Partito Democratico per le elezioni politiche.

#### Leggi a sua prima firma
il 19 maggio 2015 è stata approvata in via definitiva a larga maggioranza la legge sugli ecoreati, che introduce nel Codice Penale Italiano alcune fattispecie di reato legate al danneggiamento dell'ambiente. Questa legge è nata da un testo unificato a partire da una proposta di legge a prima firma del presidente della Commissione Ambiente della Camera Realacci (AC 342) e da quelle analoghe degli On. Micillo (M5S - AC 957) e Pellegrino (Sel - AC 1814) e in suo favore si sono mobilitate venticinque associazioni guidate da Legambiente e Libera. Dopo una battaglia di oltre 20 anni diventano penalmente perseguibili i reati di: inquinamento ambientale, disastro ambientale, traffico e abbandono di materiale radioattivo, omessa bonifica, impedimento di controllo;
il 15 giugno 2016 è stata approvata in via definitiva la riforma delle Agenzie Ambientali per avere controlli ambientali trasparenti, efficaci, autorevoli ed uniformi su tutto il territorio nazionale. Come gli ecoreati, anche questa legge è nata da un testo unificato a partire da una proposta di legge a prima firma del presidente della Commissione Ambiente della Camera Realacci (AC 68) abbinata a quelle analoghe dei deputati Bratti (Pd- AC 110) e De Rosa (M5S – AC 1945);
idem dicasi per la legge n.1 del 7 gennaio 2014, che istituisce la Commissione bicamerale di inchiesta sulle ecomafie ed è nata da un testo unificato a partire da una proposta di legge a prima firma dell'On. Realacci e da quelle analoghe degli On. Bratti, Pellegrino e Bianchi;
il 28 settembre 2017 è stata approvata in via definitiva all'unanimità la legge per la valorizzazione dei Piccoli Comuni di cui è primo firmatario il Presidente della Commissione Ambiente della Camera Realacci. Il testo di legge è nato a partire da una proposta di legge a prima firma Realacci (AC 65), cui durante l'esame a Montecitorio è stata abbinata una proposta analoga dell'On. Terzoni (M5S - AC 2284). Pubblicata sulla Gazzetta Ufficiale il 3 novembre 2017, questa legge è la n.158/2017. Una normativa che è stata sostenuta e apprezzata anche fuori dal Parlamento da una pluralità di soggetti e organizzazioni, a partire dall’Anci, da Legambiente e da Coldiretti, le cui finalità sono state illustrate in un incontro pubblico promosso dal Sindaco di Volpedo (Al) Caldone al quale sono intervenuti il Presidente del Consiglio Gentiloni, il Presidente dell’Anci Decaro e lo stesso Realacci;
il 19 dicembre 2017 viene approvato con riformulazione in V Commissione alla Camera un emendamento Realacci alla legge di Bilancio che riprende le sue proposte di legge in materia (AC 4646 e AC 106) e grazie al quale l’Italia per prima al mondo elimina i cotton-fioc in plastica non biodegradabile e le microplastiche dai cosmetici. Una vittoria contro il marine-litter che danneggia mari e oceani del pianeta. L’obbligo di produrre e vendere bastoncini per la pulizia delle orecchie in materiale biodegradabile e compostabile scatta dal 2019, mentre il divieto di mettere in commercio cosmetici contenenti microplastiche entra in vigore dal 2020. Misure ispirate alle iniziative delle associazioni Legambiente e MareVivo e che rappresentano uno stimolo per le nostre imprese ad essere più innovative e competitive sul terreno della sostenibilità e della qualità;
la legge sulla cosmesi sostenibile viene varata all'unanimità dalla Camera il 25 ottobre 2016 ed è da allora all'esame del Senato, ne è primo firmatario il Presidente della VIII Commissione Ambiente di Montecitorio Realacci. Una normativa per arrivare a calcolare l’impatto dei cosmetici sull’ambiente, stimolare una cosmesi più green e dare ai cittadini una certificazione ecologica trasparente e garantita dalle istituzioni pubbliche. Il testo è nato a partire da una proposta di legge a prima firma Realacci, AC 106, e da quella analoga dell'On. Abrignani (AC 2812). Il provvedimento, assorbendo una seconda proposta di legge a prima firma Realacci in materia, introduce il divieto di usare le microplastiche nei cosmetici, a tutto vantaggio di salute e mare. Un risultato frutto anche della campagna ‘Mare mostro’ di Marevivo e delle iniziative di Legambiente e di altre associazioni ambientaliste, che chiedono l'approvazione definitiva di questa legge da parte del Senato entro la Legislatura.
Di seguito alcune delle proposte di Legge promosse da Realacci come primo firmatario nella XVII legislatura:
- «Norme per il contenimento dell'uso di suolo e la rigenerazione urbana» (AC 70);
- «Disposizioni concernenti la ricognizione e la demolizione degli immobili costruiti abusivamente, le sanzioni penali e i procedimenti di sanatoria, nonché disciplina dell'attività dell'Osservatorio nazionale sull'abusivismo edilizio » (AC 71);
- «Norme per la tutela e la valorizzazione del patrimonio ferroviario in abbandono e la realizzazione di una rete della mobilità dolce » (AC 72);
- «Disposizioni per la promozione e la disciplina del commercio equo e solidale» (AC 75);
- «Modifiche al testo unico di cui al decreto del Presidente della Repubblica 9 ottobre 1990, n. 309, in materia di utilizzo di farmaci contenenti derivati naturali e sintetici della cannabis indica a fini terapeutici » (AC 76);
- «Norme per la valorizzazione dei prodotti agricoli e alimentari provenienti da filiera corta a chilometro zero e di qualità, nonché modifiche all'articolo 4 del decreto legislativo 18 maggio 2001, n. 228» (AC 77).

Con ordini del giorno in Aula, risoluzioni in commissione, interrogazioni ed emendamenti Realacci si è impegnato per la stabilizzazione dell'ecobonus - il credito di imposta per gli interventi di riqualificazione energetica degli edifici. Con il passaggio alla Camera della Legge di Stabilità 2016 l'ecobonus viene confermato ed esteso anche ai condomini.
Il 14 gennaio 2016 viene approvata in via definitiva la legge delega su riforma degli appalti e concessioni. Un provvedimento importante e articolato, che apre in Italia una nuova stagione di trasparenza, efficienza, tempi e regole certi nei lavori pubblici, il cui esame in sede referente prima di approdare in Aula alla Camera è stato assegnato alla VIII Commissione Ambiente. Fra le novità più qualificanti introdotte nel passaggio a Montecitorio alla delega appalti: il superamento della legge Obiettivo, che ha favorito la creazione di zone opache nell'esecuzione dei lavori pubblici; la cancellazione della pratica del massimo ribasso e delle varianti in corso d'opera; l'introduzione del ‘débat public’ che prevede nuove forme di partecipazione prima di avviare grandi progetti.
Nelle classifiche di fine XVII Legislatura di Openpolis per indice di produttività dei parlamentari, Realacci è quinto su 630 deputati. Un risultato raggiunto soprattutto grazie alle leggi a sua prima firma approvate: 4 sulle 92 di iniziativa parlamentare, ossia Ecoreati,  valorizzazione dei Piccoli Comuni,  Riforma delle Agenzie Ambientali, Commissione d’inchiesta sui rifiuti.
Il 5 e 6 dicembre 2015 e il 13 novembre 2016 rappresenta la Camera dei Deputati rispettivamente alla sessione interparlamentare della Cop21 di Parigi e alla sessione interparlamentare della Cop22 di Marrakech. Per entrambe le Conferenze segue con la delegazione parlamentare le fasi finali dei negoziati.